# Fulvio Cruciani
Pour les articles homonymes, voir Cruciani.
 (novembre 2011).
Fulvio Cruciani, né le 18 juin 1965 à Rome, est un biologiste italien et l'un des membres les plus connus de l'école italienne de génétique des populations.

## Biographie
En 1991, il est diplômé de Maîtrise en Sciences Biologiques avec éloge de l'Université La Sapienza de Rome,. Cinq ans plus tard, en 1996, il obtient le grade de Docteur dans la spécialité "Génétique et Biologie moléculaire". Le sujet de sa thèse est « Analyse de la variabilité génétique des microsatellites dans les populations humaines » dirigée par le Professeur Terrenato de l'Université La Sapienza de Rome-Rome,. En 1999, il obtient un autre doctorat dans la spécialité "Génétique appliquée" avec éloges pour la thèse "Détermination et cartographie d'un point chaud ("hot spot") de recombinaison dans le gène ADA." Université La Sapienza de Rome,. Pendant ces années de doctorat, il est récompensé d'une allocation annuelle du CNR italien et d'un chèque biennal de recherche, qui est renouvelé pour deux ans supplémentaires.
Entre 1999 et 2001, il fréquente pour de courts séjours les laboratoires italiens de l'université de Padoue, de l'université de Rome « Tor Vergata » et les laboratoires étrangers Tyler-Smith - Université d'Oxford-Grande-Bretagne, Luigi Luca Cavalli-Sforza - université Stanford -Californie, pour se former aux nouvelles techniques pour les tests multiplex de microsatellites et polymorphismes de l'ADN par DHPLC. Entre 2000 et 2002, il devient titulaire du cours de Génétique de l'Université d'Urbino dans le cadre d'un contrat.
Depuis 2005, comme chercheur universitaire au laboratoire SSD BIO/18 de la faculté des Sciences MM.FF à l'université La Sapienza de Rome, il étudie par différentes approches la variabilité génétique des populations humaines (phylogeographie, associations aux maladies et évolution génomique). Sa production scientifique est rapidement remarquée dans la communauté scientifique. Il a été juge (« referee »)  pour différents magazines scientifiques dont "Human Molecular Genetics", "Molecular Biology and Evolution". Il enseigne également en Génétique des populations et Méthodes et systèmes en Génétique aux universités de La Sapienza et d'Urbino. Il est tuteur d'étudiants pour leurs thèses,.

## Travaux scientifiques
Ses travaux sont consacrés à divers aspects génétiques des populations dans le monde mais ceux-ci sont surtout célèbres auprès des profanes pour ses découvertes sur l'origine africaine de l'homme moderne et sur les haplogroupes-chromosome Y en Afrique.
- Haplogroupe A (Y-ADN)[3],[4],[5],[6]
- Haplogroupe B (Y-ADN)[5],[7]
- Haplogroupe E (Y-ADN)[8],[9],[5],[10]
- Haplogroupe G (Y-ADN)[5]
- Haplogroupe J (Y-ADN)[5]
- Haplogroupe R1b (Y-ADN)[11],[12],[5]
- Haplogroupe T (Y-ADN)[5]

Son activité de recherche est centrée sur :
1. l'analyse de la variabilité du chromosome Y et de l'ADN mitochondrial dans les populations humaines.
2. l'analyse des mutations des gènes et leurs conséquences pathologiques.
3. l'étude de quelques aspects de l'évolution du génome humain.

Il a participé à de nombreux congrès nationaux et internationaux et a contribué à la rédaction de livres concernant la variabilité des populations humaines. Il a présenté des dizaines de publications dans des revues internationales dont il fut fréquemment le premier auteur.

### Sources
- « CRUCIANI Fulvio », sur molgen.org (consulté le 31 décembre 2023)
- https://www.biomedexperts.com/Profile.bme/.../Fulvio_Cruciani